# 小行星6499
小行星6499（英語：6499 Michiko）是一颗围绕太阳公转的小行星。1992年10月27日，平沢正規、鈴木正平在Nyukasa发现了此天体。
这颗小行星的绝对星等为221.833233172861等。